# Budokan (instal·lació)

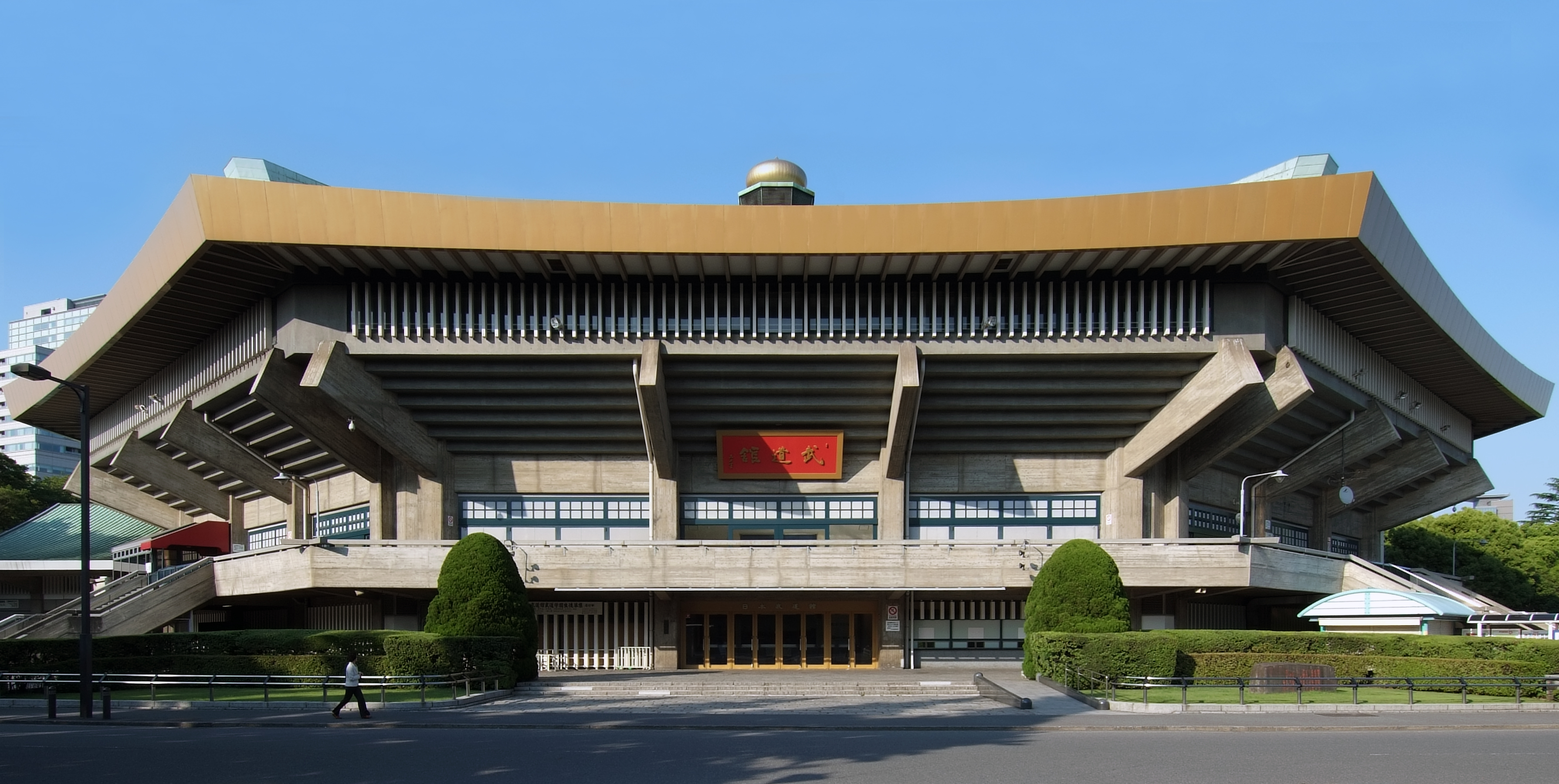
El Nippon Budokan, a Tòquio, és considerat la catedral de les arts marcials.

Un dojo Budokan és un lloc d'entrenament i, sobretot, un estadi on se celebren competicions d'arts marcials tradicionals japoneses, conegudes com a budo. S'hi inclouen el karate, aikido, judo o kendo.
El terme dojo prové del japonès i significa "lloc del camí". En el context de les arts marcials, un dojo és un lloc on els estudiants practiquen i aprenen sota la guia d'un mestre. En termes d'estructura, un budokan acostuma a ser més gran, però la seva mida i format pot variar depenent de la seva ubicació i propòsit. Alguns dojos poden ser simples i funcionals, mentre que d'altres poden ser més grans i comptar amb instal·lacions addicionals per a grans competicions i esdeveniments.